# 다이코도리역
다이코도리역(일본어: 太閤通駅, たいこうどおりえき 다이코도리에키[*])은 일본 아이치현 나고야시 나카무라구에 위치한 철도역이다.

## 역 구조
섬식 승강장 1면 2선의 지하역, 스크린도어가 설치되어 있다.

### 타는 곳
| 1 | ■ 사쿠라도리 선(하행) | 나고야·아라타마바시·도쿠시게 방면 |
| 2 | ■ 사쿠라도리 선       | 하차 전용 승강장                  |

## 역 주변
- 나카무라 구청

## 역사
- 1989년 9월 10일: 나카무라쿠야쿠쇼역으로 영업 개시.
- 2011년 1월 22일: 스크린도어 사용 개시.
- 2023년 1월 4일: 역명을 다이코도리역으로 개명.

## 사진

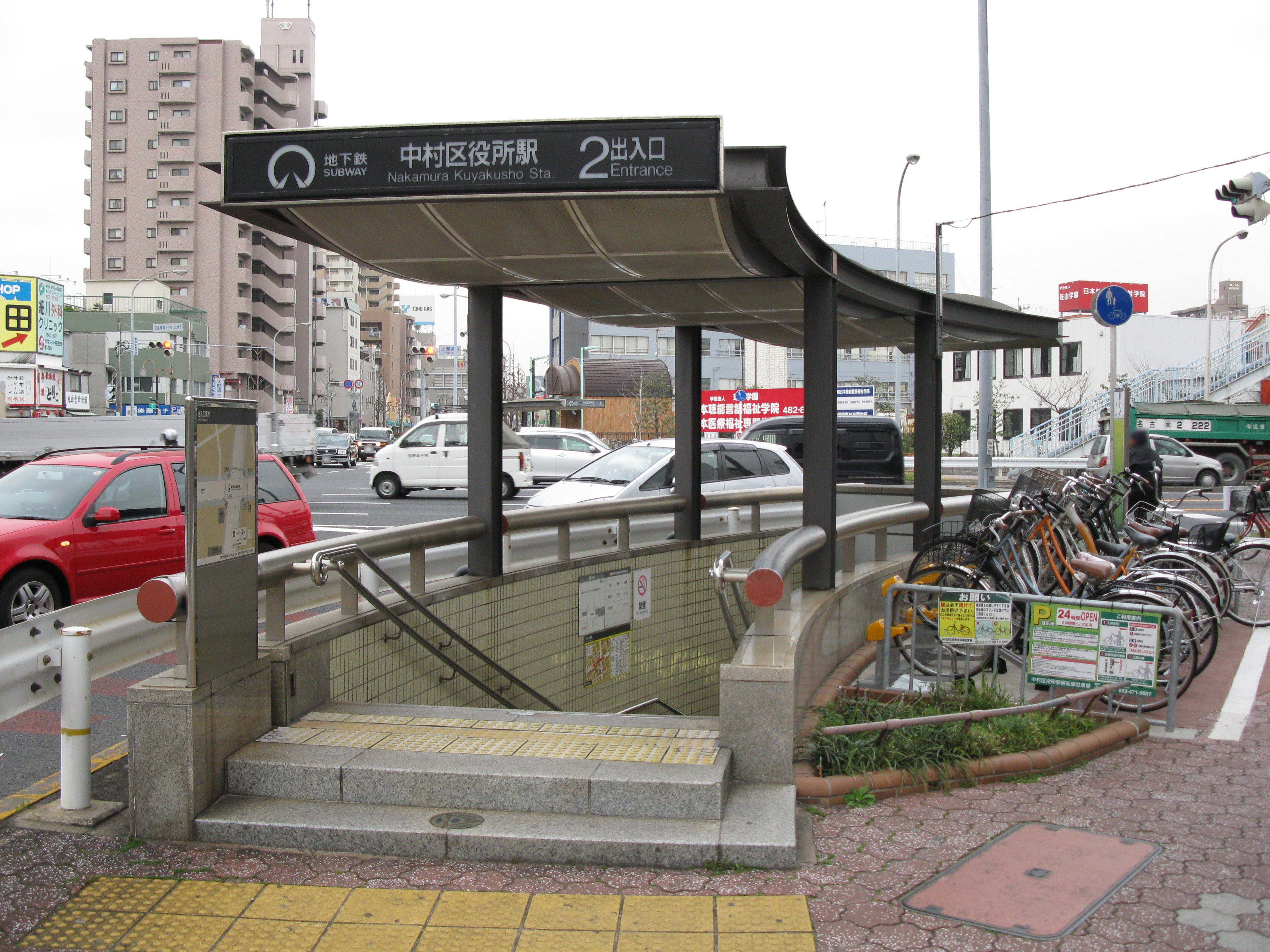
2번 출입구 모습(2010년 3월 15일, 역명 개정전)

## 인접역
| 나고야 지하철 ■ 사쿠라도리 선 | 나고야 지하철 ■ 사쿠라도리 선 | 나고야 지하철 ■ 사쿠라도리 선 |
| ----------------------------- | ----------------------------- | ----------------------------- |
| (시종점역)                    |                               | 나고야 S 02 도쿠시게 방면     |